# تپه قلعه دیبی
تپه قلعه دیبی مربوط به دوران‌های تاریخی پس از اسلام است و در شهرستان قزوین، بخش طارم سفلی روستای کشکور واقع شده و این اثر در تاریخ ۸ خرداد ۱۳۸۰ با شمارهٔ ثبت ۳۸۹۹ به‌عنوان یکی از آثار ملی ایران به ثبت رسیده است.